# Създаване на двойка
Създаване на двойка е образуването на елементарна частица и нейната античастица от неутрален бозон. Примерите включват създаването на електрон и позитрон, мюон и антимюон или протон и антипротон. Създаването на двойка често се отнася за фотон, произвеждащ двойка електрон-позитрон близо до ядро. За да се случи произвеждане на двойка, входящата енергия на взаимодействие трябва да е над даден праг за да се създаде двойката – поне общата енергия в покой на двете части, а ситуацията трябва да позволява енергията и импулсът да бъдат запазени. Все пак, всички други запазени квантови числа (момент на импулса, електричен заряд, лептонно число) на създадените частици трябва да имат сбор, равен на нула – следователно, произведените частици трябва да имат стойности, противоположни по знак. Например, ако една частица има електричен заряд +1, то другата трябва да има електричен заряд -1 или ако една частица има странност +1, то другата трябва да има странност -1.
Вероятността за създаване на двойка при взаимодействията между фотони и материя нараства с фотонната енергия и приблизително се увеличава с квадрат от атомното число на близкия атом.

## Фотон към електрон и позитрон
За протони с голяма фотонна енергия (от порядъка на MeV) създаването на двойка е доминиращият начин на фотонно взаимодействие с материята. Тези взаимодействия за пръв път са наблюдавани в мъглинната камера на Патрик Блакет, което му печели нобелова награда по физика през 1948 г. Ако фотонът е блзо до атомно ядро, енергията на фотона може да бъде преобразувана в двойка електрон-позитрон:
γ → e− + e+
Енергията на фотона се преобразува в маса на частицата съгласно уравнението на Айнщайн (E=mc2), където E е енергия, m е маса, а c е скоростта на светлината. Фотонът трябва да има по-голяма енергия от сумата на енергиите в покой на електрон и позитрон (2 × 0,511 MeV = 1,022 MeV), за да има създаване на двойка. Фотонът трябва да е близо до ядро, за да удовлетвори запазването на импулса, тъй като двойка електрон-позитрон, създадена в свободното пространство, не може да удовлетвори запазването на енергията и импулса. Поради това, когато възниква създаване на двойка, атомното ядро получава известен откат. Обратният процес се нарича електрон-позитронна анихилация.

### Основна кинематика
Тези свойства могат да бъдат изведени чрез кинематиката на взаимодействие. Използвайки 4-векторни обозначения, запазването на енергията и импулса преди и след взаимодействието дава:
{\displaystyle p_{\gamma }=p_{e^{-}}+p_{e^{+}}+p_{R}}
Където {\displaystyle p_{R}} е откатът на ядрото. Оттук следва, че модулът на 4-вектора {\displaystyle A=(A^{0},\mathbf {A} )} е:
{\displaystyle A^{2}=A^{\mu }A_{\mu }=-(A^{0})^{2}+\mathbf {A} \cdot \mathbf {A} }
Което внушава, че {\displaystyle (p_{\gamma })^{2}=0} за всички случаи, а {\displaystyle (p_{e-})^{2}=-m_{e}^{2}c^{2}}. Уравнението на запазване може да повдигне на квадрат:
{\displaystyle (p_{\gamma })^{2}=(p_{e^{-}}+p_{e^{+}}+p_{R})^{2}}
Все пак, в повечето случаи откатът на ядрото е много по-малък в сравнение с енергията на фотона и може да бъде пренебрегнат. Взимайки това приближение на {\displaystyle p_{R}\approx 0} за да се опрости и разширявайки останалата връзка:
{\displaystyle (p_{\gamma })^{2}=(p_{e^{-}})^{2}+2p_{e^{-}}p_{e^{+}}+(p_{e^{+}})^{2}}
{\displaystyle -2m_{e}^{2}c^{2}+2\left({\frac {E^{2}}{c^{2}}}-\mathbf {p} _{e^{-}}\cdot \mathbf {p} _{e^{+}}\right)=0}
{\displaystyle 2(\gamma ^{2}-1)m_{e}^{2}c^{2}(1-\cos \theta _{e})=0}
Следователно, това приближение може да бъде удовлетворено само, ако електронът и позитронът са излъчени в абсолютно еднаква посока с {\displaystyle \theta _{e}=0}.
Тази деривация е полу-класическо приближение. По-точна деривация на кинематиката може да се направи, като се вземе предвид пълното квантово механично разсейване на фотона и ядрото.

### Енергиен трансфер
Енергийният трансфер към електрон и позитрон в създаването на двойка се описва от уравнението:
{\displaystyle (E_{k}^{pp})_{tr}=h\nu -2m_{e}c^{2}}
Където {\displaystyle h} е константата на Планк, {\displaystyle \nu } е честотата на фотона, а {\displaystyle 2m_{e}c^{2}} е комбинираната маса в покой на електрона и позитрона. По принцип, игнорирайки отката на ядрото, електронът и позитронът могат да бъдат излъчени с различни кинетични енергии, но средният трансфер към всеки е:
{\displaystyle ({\bar {E}}_{k}^{pp})_{tr}={\frac {1}{2}}(h\nu -2m_{e}c^{2})}

### Напречно сечение
Точната аналитична форма за напречното сечение на създаването на двойка трябва да се изчисли, използвайки квантова електродинамика, във формата на диаграма на Файнман, а резултатите в сложна функция. По-просто, напречното сечение може да бъде записано като:
{\displaystyle \sigma =\alpha r_{e}^{2}Z^{2}P(E,Z)}
Където {\displaystyle \alpha } е константа на тънката структура, {\displaystyle r_{e}} е класическият радиус на електрона, {\displaystyle Z} е атомното число на материала, а {\displaystyle P(E,Z)} е някаква комплексна функция, зависеща от енергията и атомното число. Съществуват таблици за напречните сечения на различни материали и енергии.
През 2008 г. лазер в Ливърморската национална лаборатория използва златна мишена с дебелина 1 милиметър, за да генерира голям брой електрон-позитронни двойки.

## Астрономия
Създаването на двойки се използва за да се предскаже съществуването на хипотетична радиация на Хокинг. Според квантовата механика, двойките частици постоянно се появяват и изчезват като квантова пяна. В регион на големи гравитационни приливни сили, двете частици могат понякога да бъдат разкъсани, преди да имат възможността да се анихилират. Когато това се случи в регион около черна дупка, едната частица може да избяга, докато нейната античастица е хваната от гравитацията на черната дупка.
Създаването на двойки, също така, е механизмът зад хипотетични свръхнови, където създаването на двойки изведнъж намалява налягането в свръхгигантска звезда, което води до частична имплозия и последващо експлозивно термоядрено изгаряне. Смята се, че свръхновата SN 2006gy е била такъв вид свръхнова.